# Game Freak
Game Freak (jap. 株式会社ゲームフリーク Kabushiki-gaisha Gēmu Furīku) – japoński producent gier komputerowych współpracujący z firmą Nintendo. Znany jest głównie z rozwijania serii konsolowych gier fabularnych Pokémon.
Firma została założona 26 kwietnia 1989 roku przez Satoshiego Tajiri. Jednym z pierwszych produktów Game Freak była gra logiczna Quinty (w Ameryce Północnej wydana pod nazwą Mendel Palace).

## Ważni pracownicy
- Satoshi Tajiri (田尻 智), założyciel, prezes zarządu
- Ken Sugimori (杉森 建), członek zarządu, dyrektor artystyczny
- Jun’ichi Masuda (増田順一), członek zarządu, dyrektor ds. rozwoju
- Takenori Ōta (太田健程)
- Shigeki Morimoto (森本茂樹)
- Motofumi Fujiwara (藤原基史)